# Nāḩiyat al Ḩajar al Aswad
Nāḩiyat al Ḩajar al Aswad (arabiska: ناحية الحجر الأسود) är ett subdistrikt i Syrien.   Det ligger i provinsen Rif Dimashq, i den sydvästra delen av landet. Huvudstaden Damaskus ligger i Nāḩiyat al Ḩajar al Aswad.
Runt Nāḩiyat al Ḩajar al Aswad är det i huvudsak tätbebyggt. Runt Nāḩiyat al Ḩajar al Aswad är det ganska tätbefolkat, med 75 invånare per kvadratkilometer.